# Prefettura autonoma tibetana di Golog
La prefettura autonoma tibetana di Golog (in cinese: 果洛藏族自治州, pinyin: Guǒluò Zàngzú Zìzhìzhōu; in tibetano: མགོ་ལོག་བོད་རིགས་རང་སྐྱོང་ཁུལ, Wylie: Mgo-log Bod-rigs rang-skyong-khul) è una prefettura autonoma della provincia del Qinghai, in Cina.

## Suddivisioni amministrative
- Contea di Maqên
- Contea di Banma
- Contea di Gadê
- Contea di Darlag
- Contea di Jigzhi
- Contea di Madoi